# ريم الرياحي
ريم الرياحي، ممثلة تونسية .

## النشأة والمسيرة
بدأت مسيرتها الفنية بسن الثمانية عشر سنة 1990 بمسلسل "حكم الأيام" مع المخرج عبد القادر الجربي، رجعت للتليفزيون سنة 1995 قدّمت "فوازير رمضان" مع المنتج التلفزي رؤوف كوكة، ثم سنة 1997 عادت للمسلسلات مع المخرج صلاح الدين الصيد في مسلسل «الخطاب على الباب _ ج 2» ثم تتالت أعمالها.

## أعمالها

### مسلسلات
- 1990: حُكم الأيام :: جيهان
- 1995: فوازير رمضان "مِن بعد طول العِشرة"
- 1997: الخُطّاب على الباب (الجزء 2) :: روضة المذيعة
- 1998: أضحك للدنيا (الجزء 2) :: سارة
- 1999: غالية :: غالية
- 2003: قمرة سيدي المحروس :: ليليا السّرايري
- 2005: مال وآمال ::
- 2006: حياة و أماني :: زُهرة
- 2010: نجوم الليل (الجزء 2) :: سارة
- 2014: ناعورة الهواء (الجزء 1) :: حنان الأحمر (تحصل المسلسل على جائزة أفضل مسلسل عربي)
- 2015: ناعورة الهواء (الجزء 2) :: حنان الأحمر
- 2016: الأكابر :: سعاد
- 2020: النُّوبة (الجزء 2) :: نجوى
- 2021: مشاعر (الجزء 2) :: ريم
- 2022: براءة :: زُهرة
- 2022: يمّا (الجزء 3) ::
- 2023: فلوجة (الجزء 1) :: دليلة
- 2024: فلوجة (الجزء 2) :: دليلة
- 2025: فتنة ::مليكة

### أفلام
- 1998: عرس القمر
- 2000: و توقف النّزيف "سهرة تلفزيونية"
- 2007: اللُّمْبارة
- 2024: النافورة :: جليلة

## الجوائز
حازت في سنة 2014 على جائزة أفضل ممثلة وجائزة نجمة رمضان من استفتاء إذاعة موزاييك أف أم عن دورها في مسلسل «ناعورة الهواء». وتكرر الأمر في رمضان 2022 عن دورها في مسلسل «براءة».

## الحياة الشخصية
كانت متزوجة من المخرج مديح بالعيد حتى إنفصالهما عام 2022.

### أزمتها مع طليقها
في أغسطس 2022، تداولت وسائل إعلام تونسية خبر إيقاف ممثلة معروفة بتهمة «الزنا» و«حيازة مخدرات»، لم يكشف في البداية عن هويتها، لكن لاحقا، كشفت مصادر إعلامية القبض على ريم الرياحي بعد اتهامها من قبل زوجها المخرج مديح بلعيد بالخيانة الزوجية والزنا وحيازة مواد مخدرة. وبعد أيام قليلة، أُفرج عنها.
ظهرت الرياحي في لقاء صحفي لأول مرة بتاريخ 12 نوفمبر 2022، حين كشفت عن تفاصيل القضية وأن كل ما قيل من «إشاعات وأكاذيب» تسبب بإتساخ عرضها، مشددة على براءتها مما نسب إليها.

## وصلات خارجية
- ريم الرياحي على موقع IMDb (الإنجليزية)
- ريم الرياحي على موقع قاعدة بيانات الأفلام العربية
- ريم الرياحي على موقع ألو سيني (الفرنسية)

1. ↑  "بعد غياب طويل : ريم الرياحي تظهر في فيديو جديد". Tunisia Times. مؤرشف من الأصل في 2022-12-05. اطلع عليه بتاريخ 2023-03-16.